# Pholidota missionariorum
Pholidota missionariorum är en orkidéart som beskrevs av François Gagnepain. Pholidota missionariorum ingår i släktet Pholidota och familjen orkidéer. Inga underarter finns listade i Catalogue of Life.